# Tallahassee Tennis Challenger 2009
Il Tallahassee Tennis Challenger 2009 è stato un torneo professionistico di tennis maschile giocato sul cemento, che faceva parte dell'ATP Challenger Tour 2009. Si è giocato a Tallahassee negli USA dal 20 al 26 aprile 2009.

## Partecipanti

### Teste di serie
| Nazionalità | Giocatore       | Ranking* | Testa di serie |
| ----------- | --------------- | -------- | -------------- |
| Stati Uniti | Bobby Reynolds  | 67       | 1              |
| Stati Uniti | Robert Kendrick | 82       | 2              |
| Stati Uniti | Kevin Kim       | 104      | 3              |
| Stati Uniti | Vince Spadea    | 109      | 4              |
| Canada      | Frank Dancevic  | 112      | 5              |
| Giappone    | Gō Soeda        | 117      | 6              |
| Stati Uniti | John Isner      | 126      | 7              |
| Stati Uniti | Jesse Levine    | 132      | 8              |

- Ranking al 12 aprile 2009.

### Altri partecipanti
Giocatori che hanno ricevuto una wild card:
- Jean-Yves Aubone
- Taylor Dent
- Michael McClune
- Tim Smyczek

Giocatori passati dalle qualificazioni:
- Ričardas Berankis
- Colin Fleming
- Andis Juška
- Jesse Witten

Giocatori con uno special exempt:
- Im Kyu Tae

## Campioni

### Singolare
John Isner ha battuto in finale  Donald Young con il punteggio di 7–5, 6–4

### Doppio
Eric Butorac /  Scott Lipsky hanno battuto in finale  Colin Fleming /  Ken Skupski con il punteggio di 6–1, 6–4